# Crkva Gospe od Blagovijesti u Milni
Crkva Gospe od Blagovijesti nalazi se u Milni na Braču.

## Opis
Župna crkva Gospe od Blagovijesti sagrađena je na sjevernoj strani milnarske luke ispod utvrđene kuće obitelji Cerineo. Na vrhu kamene skalinade ističe se vitkim kamenim pročeljem sa zabatom ukrašenim profiliranim volutama. Istočno od crkve je kasnorenesansni zvonik s dvostrukom ložom s maskeronima i izduženom piramidom, rad obitelji Bokanić s kraja 16. stoljeća. Crkva se pripisuje graditeljsko-klesarskoj obitelji Macanović iz druge polovice 18. stoljeća i istaknuto je ostvarenja kasnog baroka u Dalmaciji. Unutrašnjost je razdijeljena kamenim stupovima na tri broda, a svodovi su ukrašeni štukaturama, rad švicarske obitelji Somazzi s kraja 18. i početka 19. stoljeća.

## Zaštita
Pod oznakom Z-4572 zavedena je kao nepokretno kulturno dobro - pojedinačno, pravna statusa zaštićena kulturnog dobra, klasificirano kao "sakralna graditeljska baština".

## Vanjske poveznice
|  | Zajednički poslužitelj ima još gradiva o temi Crkva Gospe od Blagovijesti u Milni |

- Crkva Gospe od Blagovijesti (TZ Milna)
- Crkva u crkvi (TZ Milna)